# Kanzen jisatsu manyuaru
Kanzen jisatsu manyuaru (完全自殺マニュアル, littéralement : « Mode d'emploi complet du suicide ») est un livre publié en japonais par Wataru Tsurumi. Paru en 1993, il s'est vendu à plus d'un million d'exemplaires au Japon. Il a été par la suite traduit en anglais. Ce livre de 198 pages contient des descriptions détaillées de différents moyens de suicide, tels que la surdose mortelle, la pendaison par le cou, le saut suicidaire et l'intoxication au monoxyde de carbone. Il ne s'adresse pas aux personnes qui souhaitent mettre fin à leur vie à cause d'une maladie mortelle. L'auteur ne montre aucune préférence pour les techniques sans douleur ou honorables. Néanmoins, pour chaque moyen, il juge de l'intensité de la douleur provoquée par son application, de l'effort de préparation, de l'apparence du corps après avoir subi la technique et du taux de succès.

## Description
Le livre est un mode d'emploi ; l'auteur ne s'est pas attardé aux raisons philosophiques qui peuvent inciter une personne à mettre fin à sa vie par le suicide, mais pose la question : « Pourquoi doit-on vivre ? » Wataru liste les moyens de suicide les uns après les autres et en fait une analyse détaillée. 
Son livre regroupe les moyens en 11 catégories :
1. Surdose
2. Pendaison
3. Auto-défenestration
4. Coupe des poignets ou de la carotide
5. Collision automobile
6. Intoxication aux gaz
7. Électrocution
8. Noyade
9. Auto-immolation
10. Congélation
11. Autres

Chaque chapitre débute par un tableau qui contient : l'intensité de la douleur provoquée par la technique, l'effort de préparation, l'apparence du corps après avoir subi la technique, l'incidence sur le comportement des autres et le taux de succès. Chacun de ces items est noté sur une échelle allant de 1 à 5, le plus élevé.
Il décrit, en outre, la forêt d'Aokigahara comme « l'endroit parfait pour se suicider ».
Il a été traduit en anglais sous le titre The Complete Manual of Suicide.

## Réactions du public
Au Japon, le code criminel censure uniquement les livres contenant des descriptions explicites des organes sexuels. Pour cette raison, ce livre n'a pas été censuré par le gouvernement japonais. Quelques préfectures ont jugé le livre yugaitosho (« livre blessant pour les jeunes »), ce qui a restreint sa vente aux mineurs, alors que d'autres préfectures ont préféré ne pas juger de son contenu. La presse japonaise a rapporté plusieurs cas de suicides d'adolescents ou d'adultes où le livre a été trouvé près du corps. 
Le livre n'encourage ni ne s'oppose au suicide. Il ne conseille pas aux lecteurs de rechercher de l'aide s'ils envisagent de se suicider, mais certaines méthodes sont qualifiées de « complètement indolores » ou de « merveilleuses expériences » (taux de succès élevé). L'auteur jette un regard critique sur certains moyens de suicide populaires qui ont un très faible taux de réussite. Pour cette raison, certains observateurs de la société japonaise affirment que le livre a fait augmenter le taux de suicide (réussi) au Japon. D'autres encore vont même jusqu'à affirmer que le Japon affiche un taux de suicide élevé à cause de la diffusion de méthodes ayant un taux de succès plus élevé, mais l'incidence réelle de ce livre sur le taux de suicide est inconnue.
Après maintes controverses et plusieurs débats, l'auteur a publié une suite, 僕達の完全自殺マニュアル : « Notre opinion sur le "Mode d'emploi complet du suicide" »  (ISBN 978-4872331530), qui contient des lettres d'admirateurs et des courriers haineux qu'il a reçus. Ce deuxième livre aurait incité le public japonais à porter son regard sur les raisons qui amènent une personne à se suicider ; la controverse s'est éteinte par la suite.